# 응원

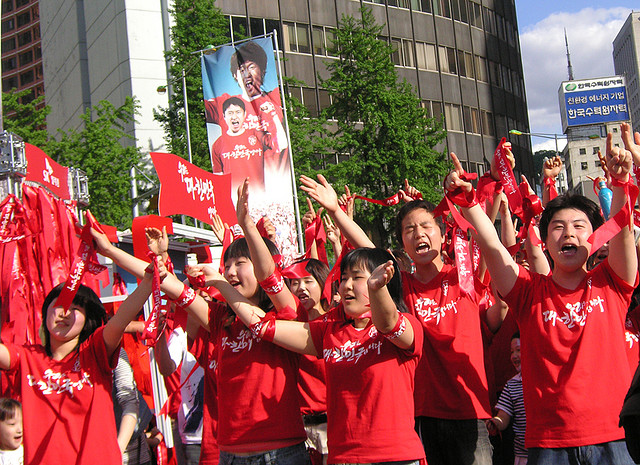
축구 선수를 응원하는 사람들

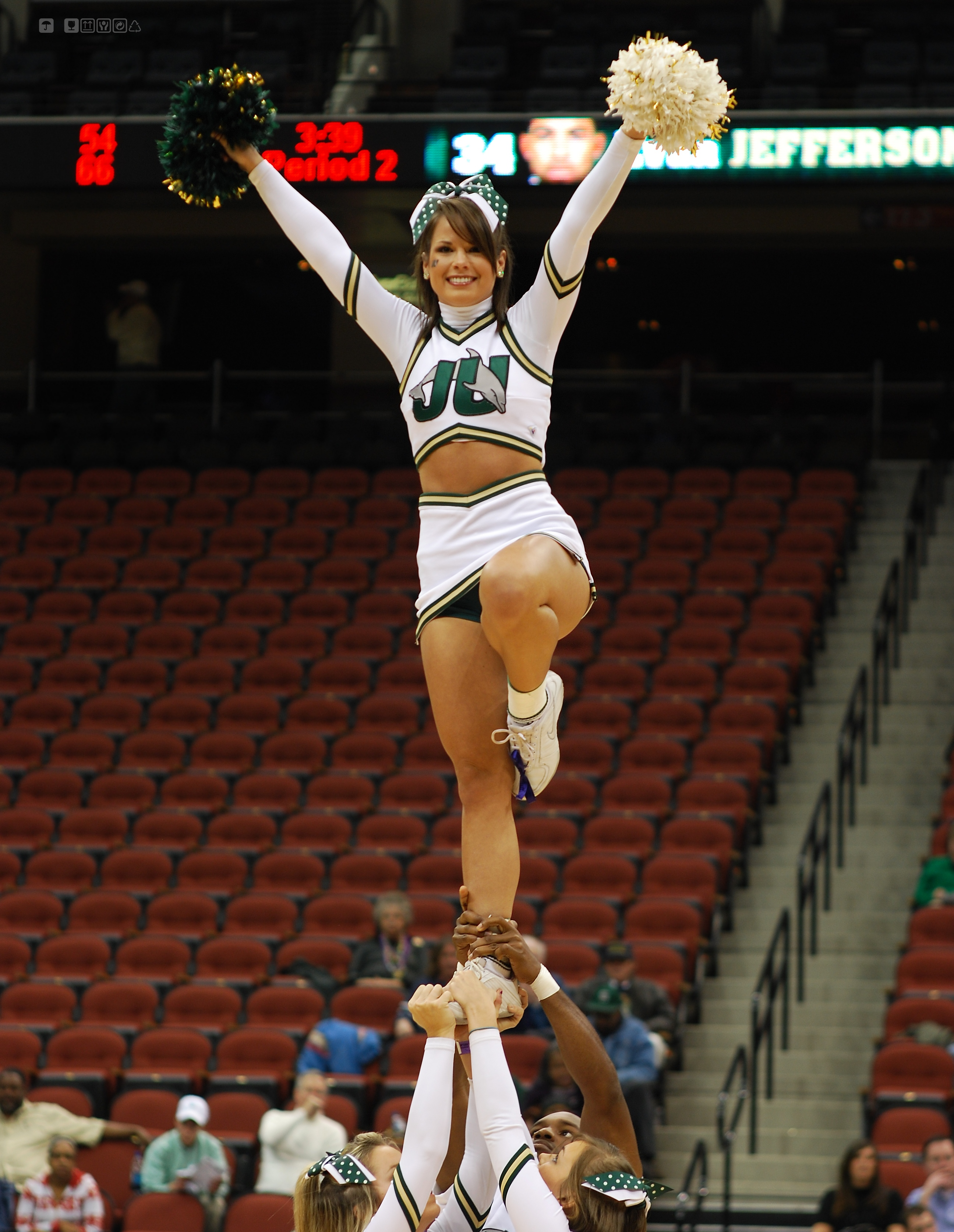
미국의 대학 치어리더

응원(應援)은 운동 경기 선수들이 힘을 내도록 도와주는 것을 말한다.

## 나라별 응원 문화

### 대한민국
학교, 프로스포츠(축구 제외)에서 치어리더가 주도가 되어 응원하는 문화가 일반적이다.
월드컵 축구처럼 국민적인 관심이 쏠린
경기는 거리 응원이 펼쳐진다.

### 미국
미국에서는 치어리딩이라고 한다. 
치어리딩은 미국 미네소타 대학교에서 미식축구 경기에 대한 조직적인 단체 응원에 대한 아이디어를 소개하면서 시작되었다. 1889년 미네소타 대학생 쟈니 켐벨이 힘내라 힘내라! 그래 힘내라! (Rah! Rah! Hoo-Rah! Varsity! Varsity! Varsity!)와 같은 챈트 구호를 외치면서 최초의 응원을 하였다. 그후 1898년 12월 2일에 공식적으로 조직화된 응원이 시작되었다. 1903년엔 최초로 남자 대학생으로 구성된 치어리딩 단체 'Gamma Sigma'가 생겨났다. 1923년부터는 여학생도 응원에 참여하기 시작하였다. 당시 체조, 텀블링, 메가폰 등이 사용되었으며, 이는 현재도 사용하고 있다.

## 같이 보기
- 응원단
- 파도타기 응원